# Aridaeus nigripes
Aridaeus nigripes là một loài bọ cánh cứng trong họ Cerambycidae.